# 壽昌橋
30°30′27.62″N 120°1′0.29″E / 30.5076722°N 120.0167472°E
壽昌橋是浙江省湖州市德清縣境內的一座古橋，位於德清縣二都瓦窯自然村。又名上渚橋，為南宋鹹淳間(1265年—1274年)縣人姚智所建。壽昌橋于1989年12月被浙江省人民政府公佈列為浙江省省級文物保護單位，2006年5月被國務院列為第六批全國重點文物保護單位。

## 結構
壽昌橋，橫跨上渚河，為單孔石拱橋。長35．2米，寬2．8米，拱跨17．2米；上設須彌座式石欄板，間置蓮瓣花紋望柱；兩側鋪有跺垂帶；墩用長方塊石壘砌金剛牆。建築古樸雄健，是德清縣內保存最完整的古代橋梁。

## 另見
- 湖州市境內的全國重點文物保護單位